# 자넷 베이커

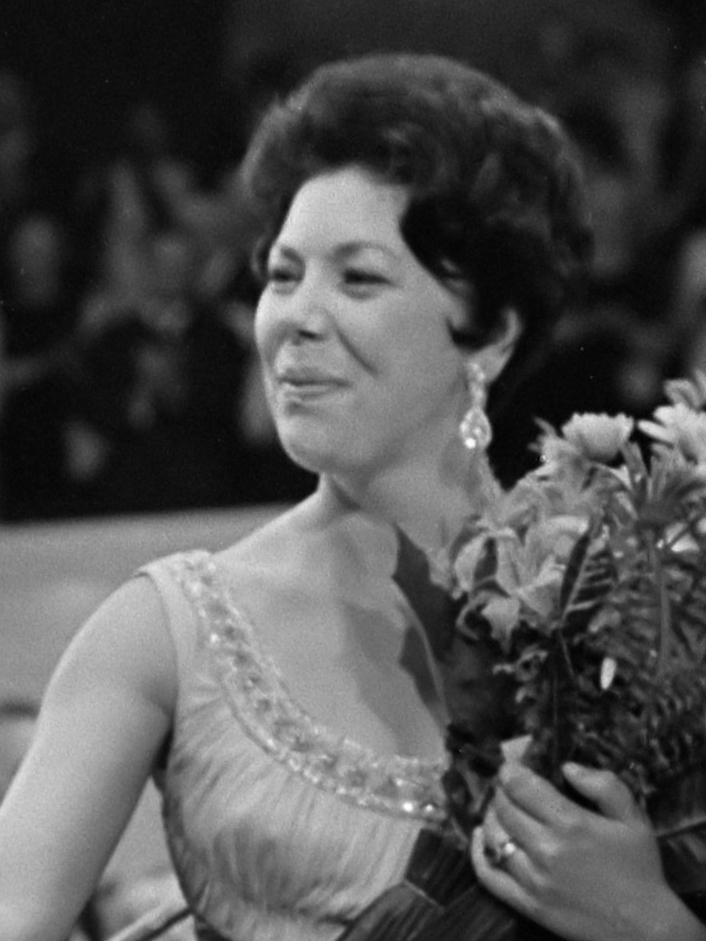

자넷 애벗 베이커 CH , DBE , FRSA (1933년 8월 21일 ~ )는 오페라, 콘서트 및 가곡 가수로 가장 잘 알려진 영국의 메조 소프라노이다.
그녀는 특히 바로크와 초기 이탈리아 오페라와 벤저민 브리튼의 작품과 밀접하게 연관되어 있다. 1950년대에서 1980년대에 걸친 그녀의 경력 동안, 그녀는 뛰어난 가수 배우로 여겨졌고 그녀의 극적인 강렬함으로 널리 찬사를 받았으며, 아마도 베를리오즈의 대작인 트로이 사람들의 비극적 여주인공인 디도의 유명한 묘사에서 가장 잘 표현되었을 것이다. 콘서트 연주자로서 말러와 엘가의 음악에 대한 해석으로 유명했다.
1956년 그녀는 옥스퍼드 대학교 오페라 클럽에서 스메타나의 오페라에서 무대 데뷔를 했다. 1959년에 그녀는 헨델 오페라 소사이어티의 로델린다에서 로델린다를 불렀다. 헨델의 다른 역할로는 후에 Raymond Leppard 와 함께 뛰어난 녹음을 한 아리오단테(1964)와 그녀가 Birmingham의 Barber Institute에서 노래한 오를란도(1966)가 있다.
스코틀랜드 오페라 에서 그녀는 모차르트의 코지 판 투테에서 도라벨라 역, 베를리오즈의 트로이 사람들에서 디도, 퍼셀의 디도와 아이네이아스에서 디도, 리하르트 슈트라우스의 장미의 기사에서 옥타비안을 불렀다.
그녀는 오라토리오 역할과 독주회 모두에서 콘서트 홀의 청중들에게 똑같이 강한 영향을 미쳤다. 1963년, 그녀는 레오폴드 스토코프스키의 지휘 하에 BBC 프롬나드 말러의 부활 교향곡 콘서트 첫 공연에서 콘트랄토 파트를 불렀고, 그 후 그의 프롬스 데뷔 무대에 올랐다. 그녀는 1971년 보스턴에서 열린 피바디 메이슨 콘서트 시리즈를 위해 공연했다.
마지막 오페라 출연은 1982년 7월 17일 Glyndebourne에서 Gluck의 Orfeo ed Euridice 에서 Orfeo로 출연했다. 1988년 5월, 그녀는 뉴욕 오라토리오 소사이어티(미국과의 예고 없는 작별)와 콘서트 공연에서 역할을 반복했다. 그녀는 계속해서 가곡을 연주했고 1989년에 은퇴했다(1990년 1월에 몇 곡의 녹음을 하긴 했지만). 그녀는 1982년 회고록 Full Circle 을 출판했다. 1991년 Baker는 요크 대학교의 총장으로 선출되었다. 그녀는 2004년까지 그 직위를 유지하다가 그렉 다이크( Greg Dyke )가 뒤를 이었다. 리즈 국제 피아노 콩쿠르의 열성적인 후원자인 그녀는 2009년 행사 폐막식에서 연설을 했다.